# جرارد هاللاک
جرارد هاللاک (انگلیسی: Gerard Hallock; ۴ ژوئن ۱۹۰۵ – ۲۶ مهٔ ۱۹۹۶) بازیکن هاکی روی یخ اهل ایالات متحده آمریکا بود.